# Pseudartonis
Pseudartonis es un género de arañas araneomorfas de la familia Araneidae. Se encuentra en  África subsahariana.

## Lista de especies
Según The World Spider Catalog 12.0:
- Pseudartonis flavonigra Caporiacco, 1947
- Pseudartonis lobata Simon, 1909
- Pseudartonis occidentalis Simon, 1903
- Pseudartonis semicoccinea Simon, 1907